# Caradrina culoti
Caradrina culoti là một loài bướm đêm trong họ Noctuidae.